# جين لامبرت (سياسية)
جين دينيس لامبرت (بالإنجليزية: Jean Denise Lambert)‏ من مواليد 1 يونيو 1950 في إسكس هي سياسية إنجليزية، شغلت منصب عضو في البرلمان الأوروبي عن لندن ‏ بين عامي 1999 و2019.